# 2021년 뉴욕 영화제
제59회 뉴욕 영화제는 2021년 9월 24일에 열린 시상식이다.

## 수상 (비경쟁)

### 장편 상영작
- 더 트래저디 오브 맥베스 - 조엘 코엔
- 더 파워 오브 더 도그 - 제인 캠피온
- 페러렐 마더스 - 페드로 알모도바르
- 어 키아라 - 조나스 카피그나노
- 아헤드스 니 - 나다브 라피드
- 배드 럭 뱅잉 오어 루니 폰 - 라두 주데
- 베네데타 - 폴 버호벤
- 버그만 아일란드 - 미아 한센-러브
- 더 홀 - 미켈란젤로 프라마르티노
- 드라이브 마이 카 - 하마구치 류스케
- 첫 54년 - 약식 군사 매뉴얼 - 아비 모그라비
- 플리 - 요나스 포헤르 라스무센
- 프랑스 - 브루노 뒤몽
- 퓨처러 - 피에트로 마르첼로 외 2명
- 더 걸 엔드 더 스파이더 - 라몬 취르허
- 힛 더 로드 - 파나 파나히
- 당신 얼굴 앞에서 - 홍상수
- 인트레갈디 - 라두 문틴
- 인트로덕션 - 홍상수
- 메모리아 - 아피찻퐁 위라세타쿤
- 해왕성 로맨스 - 사울 윌리엄스 외 1명
- 패싱 - 레베카 홀
- 쁘티 마망 - 셀린 시아마
- 프레이어스 포 더 스톨른 - 타티아나 후에조
- 더 수베니어 파트 II - 조안나 호그
- 티탄 - 쥘리아 뒤쿠르노
- 언클렌칭 더 퍼스트 - 키라 코발렌코
- 더 벨벳 언더그라운드 - 토드 헤인즈
- 보어텍스 - 가스파 노에
- 왓 두 위 씨 웬 위 룩 엣 더 스카이? - 알렉상드르 코베리제
- 휠 오브 포춘 엔드 판타지 - 하마구치 류스케
- 더 워스트 펄슨 인 더 월드 - 요아킴 트리에

### 스포트라이트
- 용과 주근깨 공주 - 호소다 마모루
- 커몬 커몬 - 마이크 밀스
- 듄 - 드니 빌뇌브
- 프렌치 디스패치 - 웨스 앤더슨
- 제인 바이 샬롯 - 샤를로뜨 갱스부르
- 더 로스트 도터 - 매기 질렌할
- 막스 캔 웨이트 - 마르코 벨로치오
- 레드 로켓 - 션 베이커
- 더 수베니어 - 조안나 호그

### 리바이벌스
- 어돕션 - 마르타 메자로스
- 분노의 13번가 - 존 카펜터
- 블러디 차일드 - 니나 멩키스
- 블루비어드스 캐슬 - 마이클 포웰
- 카멜레온 스트리트 - 웰델 B. 해리스 주니어
- 헤스터 스트리트 - 조안 미클린 실버
- 금마티 - 고빈단 아라빈단
- 미시시피 마살라 - 미라 네어
- 라디오 온 - 크리스토퍼 페티트
- 쥐잡이 - 린 램지
- 검거 - 미클로시 얀초
- 루드 보이 - 잭 하잔 외 1명
- 샘비장가 - 사라 말도로
- 송 포 드렐라 - 에드 라흐먼
- 스위트 스위트백스 배다스 송 - 멜빈 반 피블즈
- 후 킬드 빈센트 친? - 크리스틴 초이 외 1명